# Göran Rothman
Göran Rothman (ur. 30 listopada 1739 w Skatelöv w prowincji Smalandia, Szwecja – zm. 3 grudnia 1778 w Sztokholmie) – szwedzki przyrodnik i lekarz, jeden z tzw. apostołów Linneusza. 
Jego ojciec, botanik i lekarz – Johan Rothman (1684-1763) – był nauczycielem Linneusza w szkole w Växjö. Göran Rothman udał się do Uppsali na studia w 1757. W 1761 na Uniwersytecie w Uppsali ukończył filozofię, a dwa lata później kończył medycynę. Pracę doktorską "De Raphania" (Ergotyzm) pisaną pod kierunkiem Karola Linneusza obronił w dniu 27 maja 1763. W latach 1763–1765 prowadził praktykę lekarską. W 1765 został wysłany na wyspy Alandzkie (teraz w Finlandii) by pomóc w kontroli panującej tam zarazy i został tam przez kilka lat. Od 1773 roku do 1776 przebywał w Trypolisie. W 1776 przesłał list do Sir Wargentina ze Sztokholmu w którym, między innymi zawarł pierwszy naukowy opis gungii. List opublikował August Ludwig von Schlözer w wydanym w Getyndze August Ludwig Schlözer's Briefwechsel. Meist historischen und politischen inhalts. W spisie treści tej pracy nazwisko zostało zniekształcone do formy Rothmann i również taki skrót oznaczenia przyrodnika używany bywa w oznaczeniach taksonomicznych. Po powrocie z Libii praktykował medycynę i wykładał. Zmarł młodo – w wieku 39 lat – w Sztokholmie.